# Надточеев, Георгий Мефодиевич
Георгий Мефодиевич Надточеев (бел.  Георгій Мяфодзьевіч Надтачэеў) (1916—1944) — советский лётчик штурмовой авиации в годы Великой Отечественной войны, Герой Советского Союза (13.04.1944). Гвардии лейтенант (1944). 

## Биография
Георгий Надточеев родился 27 октября 1916 года в деревне Красница (ныне — Быховский район Могилёвской области Белоруссии). После окончания восьми классов школы и школы фабрично-заводского ученичества работал электромонтёром в Могилёвском железнодорожном депо. Учился на рабфаке. 
В июне 1941 года был призван на службу в Рабоче-крестьянскую Красную Армию и направлен на фронт. В 1942 году он окончил Чкаловское военное авиационное училище лётчиков. В составе ночного бомбардировочного авиационного полка совершил 72 ночных боевых вылета на самолёте У-2. В самом конце 1943 года переведён в штурмовую авиацию.
К январю 1944 года гвардии младший лейтенант Георгий Надточеев был лётчиком 76-го гвардейского штурмового авиаполка 1-й гвардейской штурмовой авиадивизии 8-й воздушной армии 4-го Украинского фронта). 31 января 1944 года во время боевого вылета его командир гвардии младший лейтенант Виктор Протчев был сбит и сел на вынужденную посадку. Спасая его, Надточеев рассеял огнём со своего самолёта вражеских солдат, а затем принял свой борт командира с его экипажем и доставил их на свой аэродром.
Указом Президиума Верховного Совета СССР от 13 апреля 1944 года за «образцовое выполнение боевых заданий командования, мужество, отвагу и геройство, проявленные в борьбе с немецкими захватчиками» гвардии младший лейтенант Георгий Надточеев был удостоен высокого звания Героя Советского Союза. 
Но Орден Ленина и медаль «Золотая Звезда» он получить не успел. Во время Крымской наступательной операции 25 апреля 1944 года лётчик старший 76-го гвардейского штурмового авиаполка гвардии лейтенант Георгий Надточеев погиб в боевом вылете во время штурмовки немецких позиций на Сапун-горе.

## Память
- В честь Надточеева названы улицы в Могилёве, Краснице и Быхове[3].
- На здании локомотивного депо станции Могилев установлена мемориальная доска[5].